# Disculpa a los pueblos indígenas de Australia

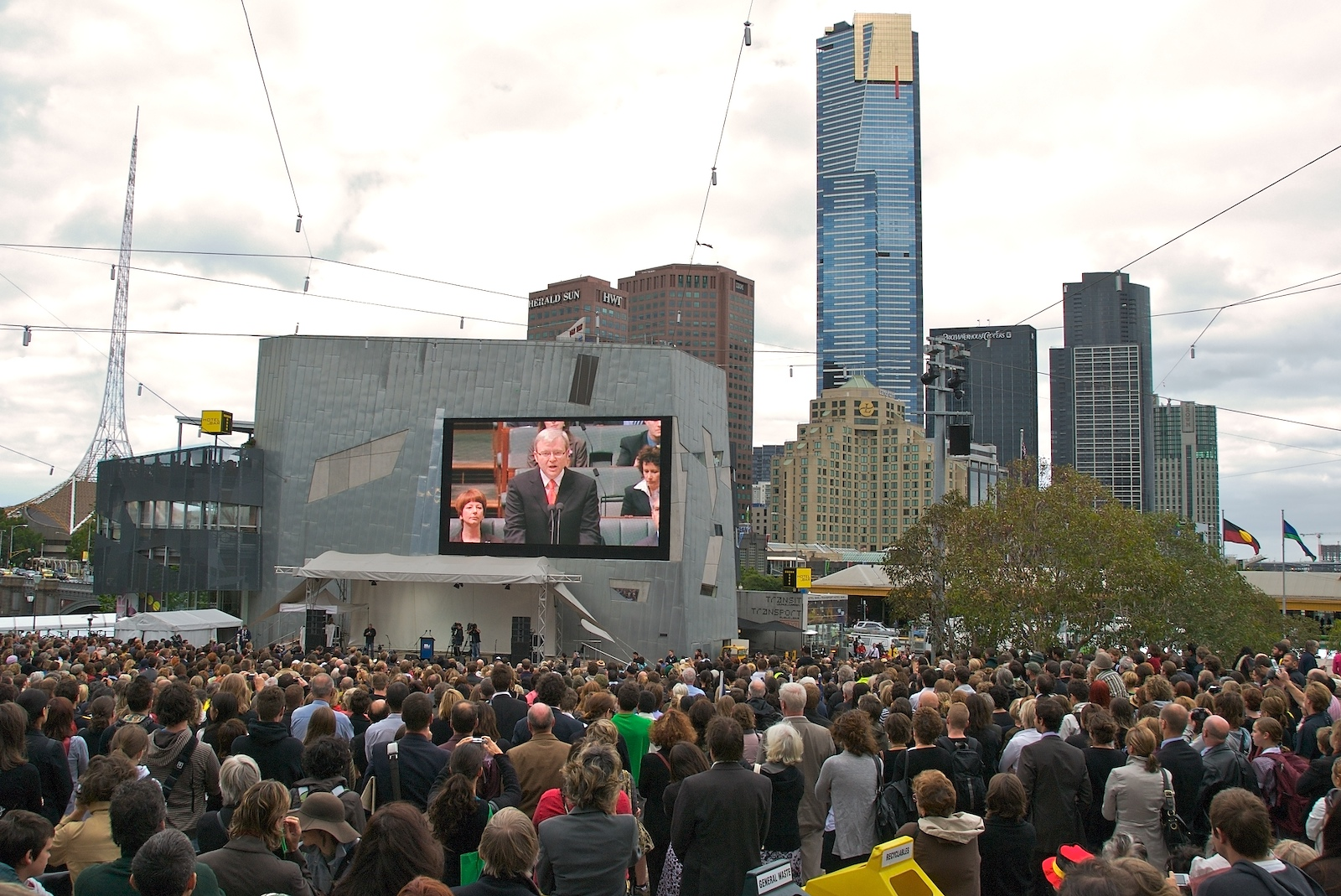
El discurso de Rudd siendo visto por una multitud en Melbourne

El 13 de febrero de 2008, el Parlamento de Australia emitió una disculpa formal a los pueblos indígenas de Australia (en inglés: Apology to Australia's Indigenous peoples) por la expulsión forzosa de niños indígenas australianos (a menudo denominados Generaciones Robadas) de sus familias por parte de organismos gubernamentales australianos. La disculpa fue entregada por el primer ministro Kevin Rudd.

## Antecedentes
Durante más de una década desde que se presentó el informe Bringing Them Home al primer ministro liberal John Howard en 1997, él y sus colegas de la coalición rechazaron sistemáticamente los pedidos de disculpas formales del gobierno, aunque algunos miembros del gobierno de coalición manifestaron que lamentaban personalmente los resultados de la política. Les preocupaba que una disculpa formal pudiera interpretarse como una admisión de irregularidades deliberadas, en lugar de reconocer que se creía que las intenciones del gobierno declaradas originalmente estaban en el interés de los niños y su futuro. Howard y sus partidarios estaban preocupados de que tal disculpa sugiriera que el gobierno estaría admitiendo responsabilidad en cualquier procedimiento legal al respecto.
Después de las elecciones federales de 2007, el nuevo primer ministro laborista Kevin Rudd anunció el 11 de diciembre de 2007 que el gobierno se disculparía con los indígenas australianos, cuya redacción se decidiría en consulta con los líderes aborígenes.
La oposición del Partido Liberal estaba dividida sobre el tema. Su líder, Brendan Nelson, dijo inicialmente que una disculpa correría el riesgo de fomentar una "cultura de la culpa" en Australia. Sin embargo, otros liberales de alto rango expresaron su apoyo a una disculpa, como Malcolm Turnbull, Peter Costello, Bill Heffernan y el ex primer ministro Malcolm Fraser. La exministra Judi Moylan dijo: "Creo que como nación debemos una disculpa. No deberíamos pensar en ello como una disculpa individual, es una disculpa que viene del estado nación porque fueron los gobiernos los que hicieron estas cosas". Nelson dijo más tarde que apoyaba la disculpa del gobierno. Tras una reunión del partido, el Partido Liberal en su conjunto expresó su apoyo a una disculpa y logró un consenso bipartidista. Nelson declaró: "Yo, en nombre de la Coalición, del gobierno alternativo de Australia, estoy brindando apoyo en principio para el ofrecimiento de una disculpa a las generaciones de niños aborígenes desplazados por la fuerza".

## Texto de disculpa

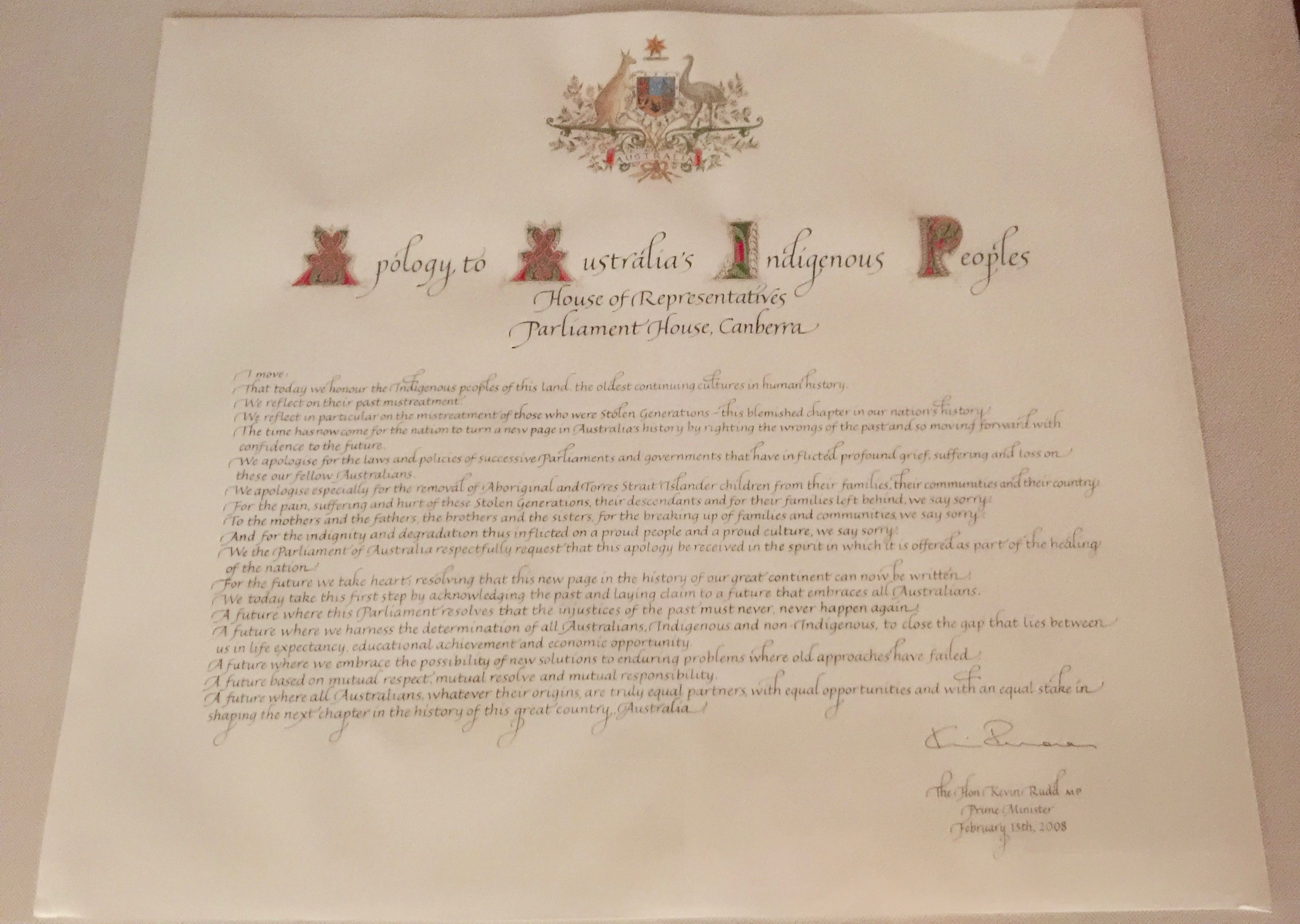
Pergamino con el texto de la Disculpa a los pueblos indígenas de Australia

El 13 de febrero de 2008, Rudd presentó la disculpa a los indígenas australianos como una moción para ser votada por la Cámara de Representantes. La forma de la disculpa fue la siguiente:

Me muevo:

Que hoy honramos a los pueblos indígenas de esta tierra, las culturas continuas más antiguas de la historia de la humanidad.
Reflexionamos sobre sus malos tratos pasados.
Reflexionamos en particular sobre el maltrato de aquellos que fueron Generaciones Robadas, este capítulo manchado de la historia de nuestra nación.
Ha llegado el momento de que la nación pase una nueva página en la historia de Australia corrigiendo los errores del pasado y avanzando con confianza hacia el futuro.
Pedimos disculpas por las leyes y políticas de los sucesivos parlamentos y gobiernos que han infligido un profundo dolor, sufrimiento y pérdida a nuestros compatriotas australianos.
Pedimos disculpas especialmente por la eliminación de los niños aborígenes e isleños del Estrecho de Torres de sus familias, sus comunidades y su país.
Por el dolor, el sufrimiento y el dolor de estas Generaciones Robadas, sus descendientes y las familias que quedaron atrás, pedimos disculpas.
A las madres y padres, hermanos y hermanas, por la ruptura de familias y comunidades, pedimos perdón.
Y por la indignidad y degradación así infligidas a un pueblo orgulloso y una cultura orgullosa, pedimos disculpas.
Nosotros, el Parlamento de Australia, solicitamos respetuosamente que esta disculpa se reciba en el espíritu con el que se ofrece como parte de la curación de la nación.
Para el futuro nos animamos, resolviendo que esta nueva página de la historia de nuestro gran continente ya se pueda escribir.
Hoy damos este primer paso reconociendo el pasado y reivindicando un futuro que abarque a todos los australianos.
Un futuro en el que este Parlamento resuelva que las injusticias del pasado nunca deben volver a ocurrir.
Un futuro en el que aprovechemos la determinación de todos los australianos, indígenas y no indígenas, de cerrar la brecha que existe entre nosotros en cuanto a esperanza de vida, logros educativos y oportunidades económicas.
Un futuro en el que abrazamos la posibilidad de nuevas soluciones a problemas perdurables donde los viejos enfoques han fracasado.
Un futuro basado en el respeto mutuo, la determinación mutua y la responsabilidad mutua.

Un futuro en el que todos los australianos, sean cuales sean sus orígenes, sean socios verdaderamente iguales, con las mismas oportunidades y con el mismo interés en dar forma al próximo capítulo de la historia de este gran país, Australia.
Kevin Rudd, Primer Ministro de Australia

El texto de la disculpa no se refería a la compensación a los aborígenes en su conjunto, ni a los miembros de las Generaciones Robadas específicamente. Rudd siguió la disculpa con un discurso de 20 minutos sobre la necesidad de esta acción. La disculpa del gobierno y su discurso fueron ampliamente aplaudidos tanto entre los australianos indígenas como entre el público en general.

## Respuesta opositora

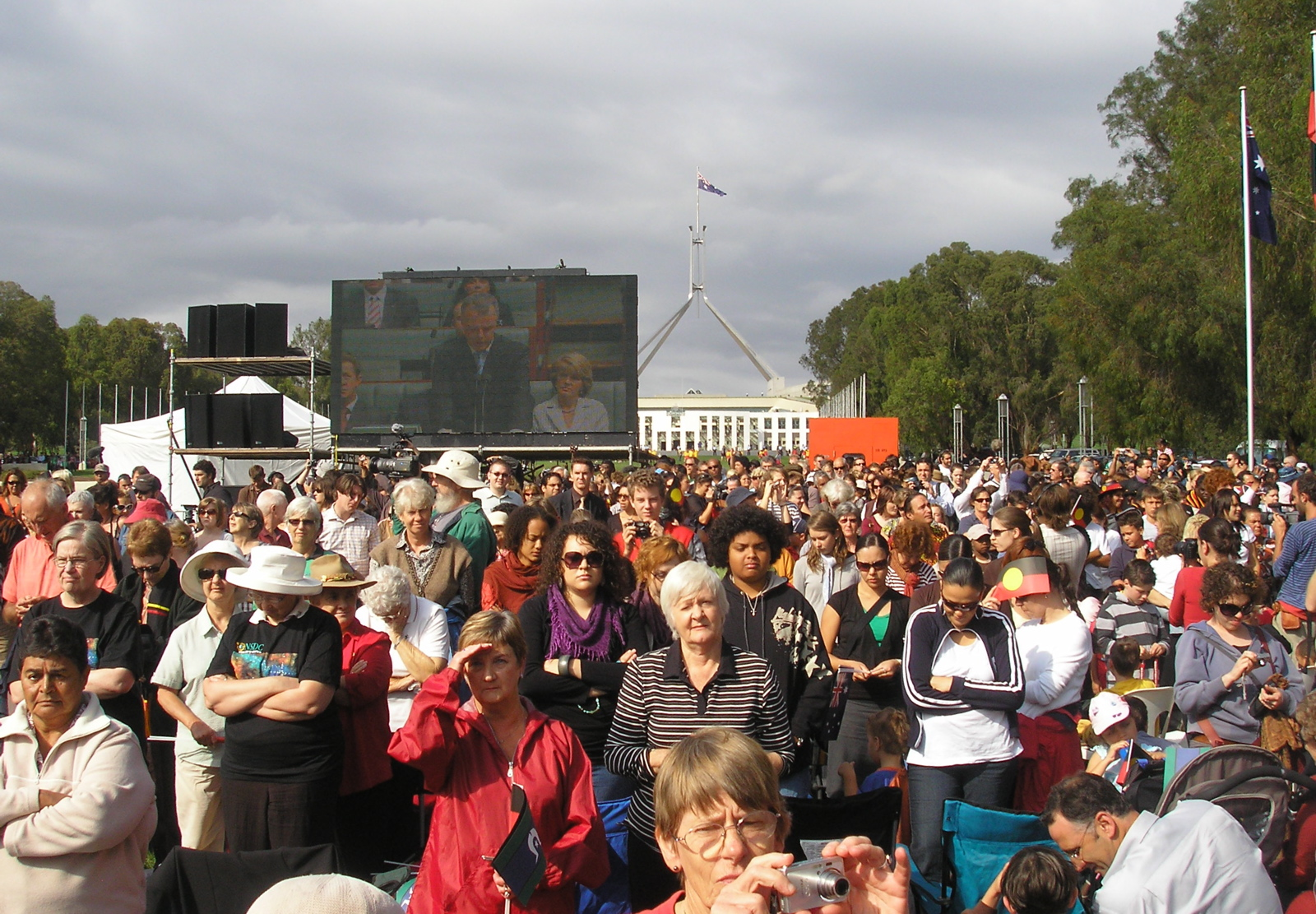
La multitud en Canberra da la espalda durante la respuesta de disculpa de Brendan Nelson

Brendan Nelson también pronunció un discurso de 20 minutos. Apoyó la disculpa, pero en su discurso Nelson se refirió a la "vigilancia insuficiente" del bienestar infantil en las comunidades aborígenes, así como a una serie de males sociales que arruinan la vida de los aborígenes. El discurso de Nelson se consideró controvertido y recibió reacciones encontradas. Miles de personas que se habían reunido en espacios públicos en Canberra y Melbourne para escuchar las disculpas dieron la espalda a las pantallas que transmitían a Nelson hablando. En Perth, la gente abucheó hasta que se apagó la pantalla. En el Gran Salón de la Casa del Parlamento, elementos de la audiencia comenzaron a aplaudir lentamente, y algunos finalmente dieron la espalda. Hubo reacciones similares en Sídney y en otros lugares. Después de la ceremonia, la Cámara de Representantes adoptó por unanimidad la moción de disculpa propuesta.

## Reacciones
El Dr. Tom Calma, Comisionado de Justicia Social para aborígenes e isleños del Estrecho de Torres de la Comisión de Derechos Humanos e Igualdad de Oportunidades de Australia, pronunció un discurso en respuesta formal a la disculpa del gobierno. Calma agradeció al Parlamento por reconocer y presentar sus respetos a las Generaciones Robadas, declarando "Al reconocer y mostrar respeto, el Parlamento ahora ha sentado las bases para que se lleve a cabo la curación y para una Australia reconciliada en la que todos pertenecen". Sin embargo, Calma señaló que había muchas recomendaciones en el informe Bringing Them Home que aún no se habían implementado.